# Costa d'Or Britànica
La Costa d'Or Britànica fou la successora de la Costa d'Or Anglesa. Amb la Unió d'Anglaterra i Escòcia el 1707 la Costa d'Or Anglesa va passar a ser la Costa d'Or Britànica. No obstant fou administrada per Companyies privades fins al 1821.
Vegeu Costa d'Or Anglesa.